# Odete Garbin
Odete Garbin é uma artista plástica, professora e curadora de arte brasileira.
É uma das fundadoras e uma das mais ativas líderes do Núcleo de Artes Visuais de Caxias do Sul, que veio a presidir, e do qual participa há mais de 25 anos. Com seus cursos teóricos e práticos, sua agenda de exposições e sua variada atividade comunitária, o NAVI tornou-se a principal associação artística da região, está representado em diversos órgãos culturais, como o Conselho Municipal de Cultura, o Instituto Estadual de Artes Visuais, o Conselho Municipal da Lei de Incentivo à Cultura (COMIC) e o Conselho da Cidade das Artes da Universidade de Caxias do Sul, e foi declarado de utilidade pública pela Municipalidade. Segundo a historiadora Cleodes Ribeiro, o grupo tem desenvolvido uma atividade cultural "de valor transcendente. [...] O NAVI educou e educa para o estético, refinou e refina sensibilidades, tem mudado comportamentos, socializado conhecimentos, divulgado novos conceitos em relação ao objeto de arte. O NAVI tem contribuído para a formação de um público cada vez mais amplo que é capaz de valorizar o trabalho artístico e de decodificar a linguagem das artes, desde as manifestações mais formais até da mais desafiadora vanguarda".
A artista declarou que sempre se preocupou mais em promover a arte de maneiras coletivas em vez de privilegiar uma carreira solo: "Pensar coletivamente é muito bom. O sucesso individual não é tão bom como o sucesso coletivo". Através do NAVI deu aulas e realizou a curadoria e/ou participou de muitas mostras na cidade e fora dela. Destacam-se a exposição comemorativa dos 30 anos da Casa de Cultura de Caxias, a mostra de inauguração da nova sede do Acervo Municipal de Artes Plásticas de Caxias, a mostra Terra no MARGS (Porto Alegre), a Mostra Internazionale del Libro d’Artista (Vicenza), e o Projeto Continentes na 8ª Bienal do Mercosul (Porto Alegre). Foi a vencedora do concurso para a criação de um painel no Shopping Iguatemi e foi uma das principais responsáveis pela organização do restauro do mural de Aldo Locatelli que havia sido danificado por um incêndio na Prefeitura. Em 2013 sua distinguida trajetória na arte e cultura da cidade foi destacada no 10º Encontro da Mulher Empreendedora, promovido pela Câmara de Indústria, Comércio e Serviços de Caxias do Sul.